# A Happy Event in the Poorluck Family
A Happy Event in the Poorluck Family è un cortometraggio muto del 1911 diretto da Lewin Fitzhamon.

## Trama
Mr. Poorluck va a cercare il dottore in bicicletta, poi col carro del macellaio e a cavallo.

## Produzione
Il film fu prodotto dalla Hepworth.

## Distribuzione
Distribuito dalla Hepworth, il film - un cortometraggio di 106,68 metri - uscì nelle sale cinematografiche britanniche nel maggio 1911.
Si conoscono pochi dati del film che, prodotto dalla Hepworth, fu distrutto nel 1924 dallo stesso produttore, Cecil M. Hepworth. Fallito, in gravissime difficoltà finanziarie, il produttore pensò in questo modo di poter almeno recuperare il nitrato d'argento della pellicola.